# Prima Categoria 1908
El Campeonato Italiano de Fútbol 1908 fue la 11.ª edición de dicho campeonato. Pro Vercelli ganó su primer scudetto.
En esta temporada se disputaron dos campeonatos de Prima Categoria:
1. El Campeonato Federal, ganado por la Juventus (más tarde no reconocido por FIGC)
2. El Campeonato Italiano, ganado por Pro Vercelli (el único título reconocido como "scudetto")
Las razones de este "cisma" fueron el hecho de que la FIF (FIGC más tarde, la Asociación Italiana de Fútbol) quería excluir a los jugadores extranjeros del campeonato italiano. Así, la FIF decidió organizar dos campeonatos: El Campionato Federale (donde también fueron admitidos jugadores extranjeros) y  el Campionato Italiano (donde fueron admitidos solo jugadores italianos). El ganador del Campeonato Federal habría ganado la Coppa Spensley y el ganador del campeonato italiano habría ganado la Coppa Buni. Milan, Genoa y Torino se retiraron del Campeonato Italiano y Federal con el fin de protestar contra la política autárquica de la FIF.
El ganador del Campeonato Federal fue la Juventus.
El ganador del Campeonato Italiano de Prima Categoria fue Pro Vercelli.

## Campeonato Federal
Genoa y Torino no entraron en la competición. Milan se retiró del torneo el 1 de enero de 1908, con el fin de protestar contra la FIF, lo que reduce el torneo a una final entre dos: Juventus y Doria.

### Clasificación final
| Pos | Equipo       | PJ | PG | PE | PP | Pts | GF | GC | Dif | Comentarios                           |
| --- | ------------ | -- | -- | -- | -- | --- | -- | -- | --- | ------------------------------------- |
| 1   | Juventus     | 2  | 1  | 0  | 1  | 2   | 3  | 1  | +2  | Campeón Después de la eliminatoria    |
| 2   | Andrea Doria | 2  | 1  | 0  | 1  | 2   | 1  | 3  | -2  | Subcampeón Después de la eliminatoria |
| 3   | Milan        | -  | -  | -  | -  | -   | -  | -  | -   | Retirado                              |

### Partidos
Jugados el 19 de enero y el 23 de febrero
| Equipo 1 | Agr. | Equipo 2 | Ida | Vuelta |
| -------- | ---- | -------- | --- | ------ |
| A. Doria | 1-3  | Juventus | 0-3 | 1-0    |

Ya que hubo igualdad de puntos (dos cada uno) y la diferencia de goles no se aplica, había que jugar un desempate en el campo del equipo con la mejor diferencia de goles (es decir, en Turín, ya que la Juventus anotó tres goles contra uno de Doria).
| Equipo 1 | Resultado | Equipo 2 |
| -------- | --------- | -------- |
| Juventus | 2-2       | A. Doria |

El partido fue cancelado debido a un fallo técnico del árbitro (con relación a un saque de banda asignado a los de Doria, que les favoreció para poner el 2-2 final) y el partido de desempate se repitió, de nuevo en Turín, el 10 de mayo:

Desempate (Turín, 10 de mayo)
| Equipo 1 | Resultado | Equipo 2 |
| -------- | --------- | -------- |
| Juventus | 5-1       | A. Doria |

Juventus fue el campeón federal.
Juventus no recibió la Coppa Spensley (que le corresponde al campeón) ya que el defensor del título, el Milan, había vuelto polémico a Spensley, un representante del Genoa, en el comienzo de la próxima temporada, se decidió que la Copa le fuese asignada permanentemente al Milan, el equipo que la había ganado dos veces consecutivas (1906 y 1907).

## Campeonato Italiano

### Piamonte
Jugados el 1 y 8 de marzo
| Equipo 1     | Agr. | Equipo 2 | Ida | Vuelta |
| ------------ | ---- | -------- | --- | ------ |
| Pro Vercelli | 3-1  | Juventus | 1-1 | 2-0    |

#### Liguria
Andrea Doria fue el único equipo registrado.

#### Lombardía
U.S. Milanese fue el único equipo registrado.

### Ronda final
| Pos | Equipo        | PJ | PG | PE | PP | Pts | GF | GC | Dif | Comentarios |
| --- | ------------- | -- | -- | -- | -- | --- | -- | -- | --- | ----------- |
| 1   | Pro Vercelli  | 4  | 2  | 2  | 0  | 6   | 4  | 2  | +2  | Campeón     |
| 2   | U.S. Milanese | 4  | 2  | 1  | 1  | 5   | 7  | 3  | +4  |             |
| 3   | Andrea Doria  | 4  | 0  | 1  | 3  | 1   | 4  | 10 | -6  |             |

|              |
| Campeón      |
| Pro Vercelli |
| 1º título    |

### Equipo campeón
Alineación del Pro Vercelli
- Giovanni Innocenti
- Carlo Salvaneschi
- Vincenzo Celoria
- Guido Ara
- Giuseppe Milano I
- Pietro Leone
- Romussi
- Marcello Bertinetti
- Vincenzo Fresia
- Annibale Visconti
- Carlo Rampini I